# وندجلا
وندجلا (به لاتین: Vandjala) یک روستا در استونی است که در دهستان یئولاتمه واقع شده‌است.